# Ji Xinpeng
Ji Xinpeng (Xiamen, 30 december 1977) is een voormalig Chinees badmintonspeler.
Ji won op de Olympische Spelen van 2000 in Sydney geheel onverwacht de gouden medaille in het heren enkelspel door in de finale Hendrawan te verslaan. Hij werd hiermee de eerste Chinees die een gouden medaille won in het heren enkelspel op de Olympische Spelen. In datzelfde toernooi versloeg hij tevens de favorieten Taufik Hidayat en Peter Gade.
Tijdens de Olympische Spelen van 2008 in Beijing was Ji de coach van het Chinese badmintonteam dat in totaal 8 medailles won.

## Medailles op Olympische Spelen en wereldkampioenschappen
| Logo van de Olympische Spelen | Onderdeel        | Resultaat |
| ----------------------------- | ---------------- | --------- |
| 2000                          | Mannen enkelspel | Goud      |

1992: Alan Budikusuma ·
1996: Poul-Erik Høyer Larsen ·
2000: Ji Xinpeng ·
2004: Taufik Hidayat ·
2008: Lin Dan ·
2012: Lin Dan ·
2016: Chen Long ·
2020: Viktor Axelsen ·
2024: Viktor Axelsen